# Abendzeitung
Die Abendzeitung, kurz AZ, ist eine Münchner Boulevardzeitung. Sie wurde 1948 von Werner Friedmann gegründet und bis 2014 von der Familie Friedmann geführt. Seit 2014 gehört das Blatt zur Mediengruppe Attenkofer. Die Abendzeitung wird seitdem von einer verkleinerten Redaktion mit einer deutlich geringeren Auflage von 28.085 Exemplaren weitergeführt.

## Geschichte
Seit 1945 gehörte München zur US-Besatzungszone. Diese Zone unterstand bis zur Gründung der Bundesrepublik der US-Militärregierung („OMGUS“). Ernst Langendorf von der Pressekontrollbehörde der OMGUS ergriff im April 1948 die Initiative, in einer internationalen Presseausstellung den Münchnern, Bayern und Deutschen nach dem Nationalsozialismus die Rolle der Presse für die Demokratie zu vermitteln. Um nicht „in der Hauptsache alte Zeitungen aus dem Jahre 1848 oder irgendwelche Kuriositäten aus der Pressegeschichte“ zu zeigen, wurde in der Ausstellungshalle im Haus der Kunst eine arbeitende Zeitung, von Fernschreibern über die Redaktion bis zur Druckerei, aufgebaut. Dank Sonderzuteilungen der Amerikaner an Druckpapier wurde das Tageszeitung getitelte Blatt die erste Zeitung im Nachkriegsdeutschland, die tatsächlich täglich erscheinen konnte; alle anderen erschienen wegen Papiermangels nur zwei- bis dreimal pro Woche. Chefredakteur wurde Werner Friedmann, der einer der Lizenzinhaber für die Süddeutsche Zeitung war. Während der Ausstellung – für die Dauer von 41 Tagen zwischen dem 6. Mai und dem 15. Juni 1948 – arbeiteten junge Journalisten, die Friedmann bei der Süddeutschen und beim Münchner Merkur ausgeliehen hatte. Sie produzierten täglich vier bis sechs Seiten, mit teils farbigem Druck. Die Tageszeitung deckte alle klassischen Ressorts ab: Politik, Wirtschaft, Kultur, Sport und Lokales – sie war auf die Wünsche eines angenommenen Durchschnittslesers ausgerichtet und hatte bei seriösem Inhalt eine „flotte“ Aufmachung. Innovativ waren Leseraktionen: Ein Wettbewerb „München in 100 Worten“ und der bis heute existierende Schönheitswettbewerb ursprünglich unter dem Titel „Große Schönheits-Konkurrenz“, heute „Die schöne Münchnerin“. Das Blatt erschien jeden Nachmittag in einer Auflage von 70.000 Exemplaren, davon gingen 20.000 in den Verkauf in München, der Rest wurde in alle deutschen Besatzungszonen geliefert.

### Gründung und Konzept
In der letzten Ausstellungsausgabe kündigte die Redaktion an, dass das Blatt weitere drei Monate täglich erscheinen konnte. Friedmann wollte aber eine dauerhafte Lizenz. Er warb für seine Idee, indem er die Zeitung als gemeinnützige Einrichtung gründen wollte. Alle Überschüsse sollten in die Ausbildung und das Training junger Journalisten fließen. Mit diesem Konzept erhielt Friedmann am 16. Juni 1948 eine eigentlich nicht vorgesehene 23. bayerische Lizenz des OMGUS-Pressebüros und am selben Tag erschien die erste Ausgabe unter dem Titel Abendzeitung. Die Nummerierung schloss aber an die vorherige Arbeit an, so dass die Ausgabe unter der Nummer 42 erschien.
Das Werner-Friedmann-Institut wurde parallel gegründet und im Juli 1949 von der dann schon bayerischen Staatsregierung als gemeinnützig anerkannt. Es förderte jeweils ungefähr zwanzig junge Journalisten, die bereits erste Erfahrungen gesammelt haben und von ihren Redaktionen empfohlen wurden. Die Stipendiaten arbeiteten für jeweils zwei Jahre bei der Abendzeitung und erhielten dort die praktische Ausbildung. Bis 1950 blieb das Institut Herausgeber der Abendzeitung, dann wurde der Verlag Die Abendzeitung GmbH gegründet, an dem Friedmann mit zwei Dritteln und der Verlagsdirektor des Süddeutschen Verlags, Hans Dürrmeier, mit einem Drittel beteiligt waren. Damit wurde auch der gemeinnützige Charakter aufgegeben, jedoch wurde die Journalistenausbildung über das Werner-Friedmann-Institut weiter gefördert. 1958 wurde der Verlag in eine Kommanditgesellschaft gleichen Namens und mit denselben Anteilseignern umgewandelt. Aus dem Institut ging 1957 die Deutsche Journalistenschule hervor, 1959 wurde es aufgelöst.
Geplant war die Abendzeitung als Straßenverkaufszeitung. Ziel war es, eine in München verankerte Tageszeitung zu schaffen, die viele Leser von Boulevardzeitungen und auch intellektuelle Kreise ansprechen sollte. Die Abendzeitung erhielt unter anderem einen umfangreicheren Kulturteil und deutlich längere Texte als typische Boulevardzeitungen.

### Entwicklung
Die Abendzeitung entwickelte sich langsam, die große Zeit des Blattes begann, als Werner Friedmann sich ihr ab 1961 komplett widmen konnte. Nach einer Affäre mit einer minderjährigen Auszubildenden des Süddeutschen Verlages verlor er 1960 dort seine Anstellung und wurde zu einer Haftstrafe verurteilt. Er schuf aus dem bis dahin als „eher eine klarer und luftiger geordneten Abonnementzeitung“ bezeichneten Blatt die moderne Boulevardzeitung, die Sensationen sucht und Skandale sowie Klatsch- und Personenberichterstattung bietet. Unter seiner Führung stieg die Auflage des Blattes von 85.000 (1961) auf 185.000 (1965). Im Todesjahr Friedmanns 1969 lag sie erstmals über 300.000. Von da sank sie wieder und pendelte lange zwischen 220.000 und 250.000, bis sie in der Zeitungskrise 2000 auf 185.000 und bis 2008 weiter auf 148.000 sank. Die jahrzehntelang „meistgekaufte Zeitung Münchens“ fiel dabei hinter die tz und die Bild München zurück.
Nach Werner Friedmanns Tod wurden Anneliese Friedmann und Johannes Friedmann, die Ehefrau und der Sohn des Gründers, die langjährigen Herausgeber. Die Phase fiel mit einem massiven Umbruch in der Münchner Zeitungslandschaft zusammen: Nachdem Springer 1968 eine Münchner Ausgabe der Bild-Zeitung angekündigt hatte, brachte der Münchner Zeitungsverlag, in dem der Münchner Merkur erscheint, als Abwehrmaßnahme eine eigene Boulevard-Zeitung, die tz, auf den Markt. 1969 erschien dann die Bild-München zum ersten Mal, so dass die Abendzeitung innerhalb von nur einem Jahr nicht mehr die alleinige Münchner Boulevard-Zeitung war, sondern gleich zwei direkte Konkurrenten hatte, die aus starken Verlagshäusern kamen. AZ-Gesellschafter Hans Dürrmeier schied 1971 aus, seine Anteile wurden von Alfred Neven DuMont übernommen. 1987 kaufte Anneliese Friedmann Neven DuMont heraus, so dass der Verlag in reinen Familienbesitz überging. Das Hauptverbreitungsgebiet der überregional erscheinenden Zeitung sind München und die angrenzenden Teile Oberbayerns. Die politische Grundhaltung des Blattes gilt als liberal und kritisch, aber keiner Partei zuzuordnen. 1972 gehörte die Abendzeitung zu den ersten Blättern, die ein Redaktionsstatut einführten, in dem die inhaltliche Ausrichtung und der Charakter der Zeitung sowie die Unabhängigkeit der Redakteure festgeschrieben wurden.
1952 führte die Abendzeitung als erstes deutsches Medium eine Gesellschaftskolumne ein, die von Johannes Baptist Obermaier unter dem Pseudonym Hunter geschrieben wurde. Er füllte bis zu vier Seiten täglich und erschuf damit die später als Schickeria bekannt gewordene Münchner Gesellschaft, die er als „leichtlebiger, lustiger“ als anderswo beschrieb. 1970 wurde Hunter durch die Bildzeitung abgeworben, sein Nachfolger als AZ-Klatsch-Kolumnist wurde Michael Graeter. Die Fernsehserie Kir Royal, deren Drehbuch Helmut Dietl mit Patrick Süskind schrieb, lehnt sich an die Geschichte der Abendzeitung an. Zentrale Figur war der Klatschreporter Baby Schimmerlos, der nach dem Vorbild von Hunter und Graeter geschaffen wurde. Graeter wechselte 1984 ebenfalls zu Bild und kehrte 2008 zur Abendzeitung zurück.
Zu den bekanntesten Autoren der Abendzeitung zählten Sigi Sommer, der zwischen 1949 und 1987 mehr als 3500 Kolumnen als Blasius, der Spaziergänger verfasste, Dorothea Federschmidt, langjährige Feuilletonchefin und erste Frau überhaupt in der Redaktion der AZ, und Werner Meyer, der 37 Jahre lang Chefreporter des Blattes war. Regelmäßige Kolumnen schrieben Münchens Oberbürgermeister Christian Ude, Kabarettist Django Asül, Kabarettistin Lisa Fitz, Schriftsteller Joseph von Westphalen und Filmkritikerin Ponkie. Täglich erscheint im Lokalteil eine Zeichnung von Franziska Bilek mit Herrn Hirnbeiß und seinem Dackel. Bedeutende Ehrungen erhielt die Abendzeitung für die Arbeit der Landtagskorrespondentin Angela Böhm, die zwischen 1990 und 2014 dreimal mit dem Wächterpreis der deutschen Tagespresse ausgezeichnet wurde.
Zu den ehemaligen Mitarbeitern der AZ gehören unter anderem Helmut Fischer, Nils von der Heyde, Erich Böhme, Bernd Dost, Peter Glotz, Hans-Jürgen Jakobs, Sebastian Borger, Michael Jürgs, Arno Luik, Frank Plasberg, Marie Waldburg, Jan-Eric Peters, Andreas Petzold, Rafael Seligmann und Claus Strunz.
Die Abendzeitung war durch eine enge Leserbindung geprägt. Häufig wurden zu aktuellen Themen Telefon-Aktionen ins Blatt genommen, bei denen externe Fachleute in die Redaktion eingeladen wurden und Leser sie direkt anrufen konnten. Am Folgetag wurden dann die typischen Fragen im Blatt dargestellt.

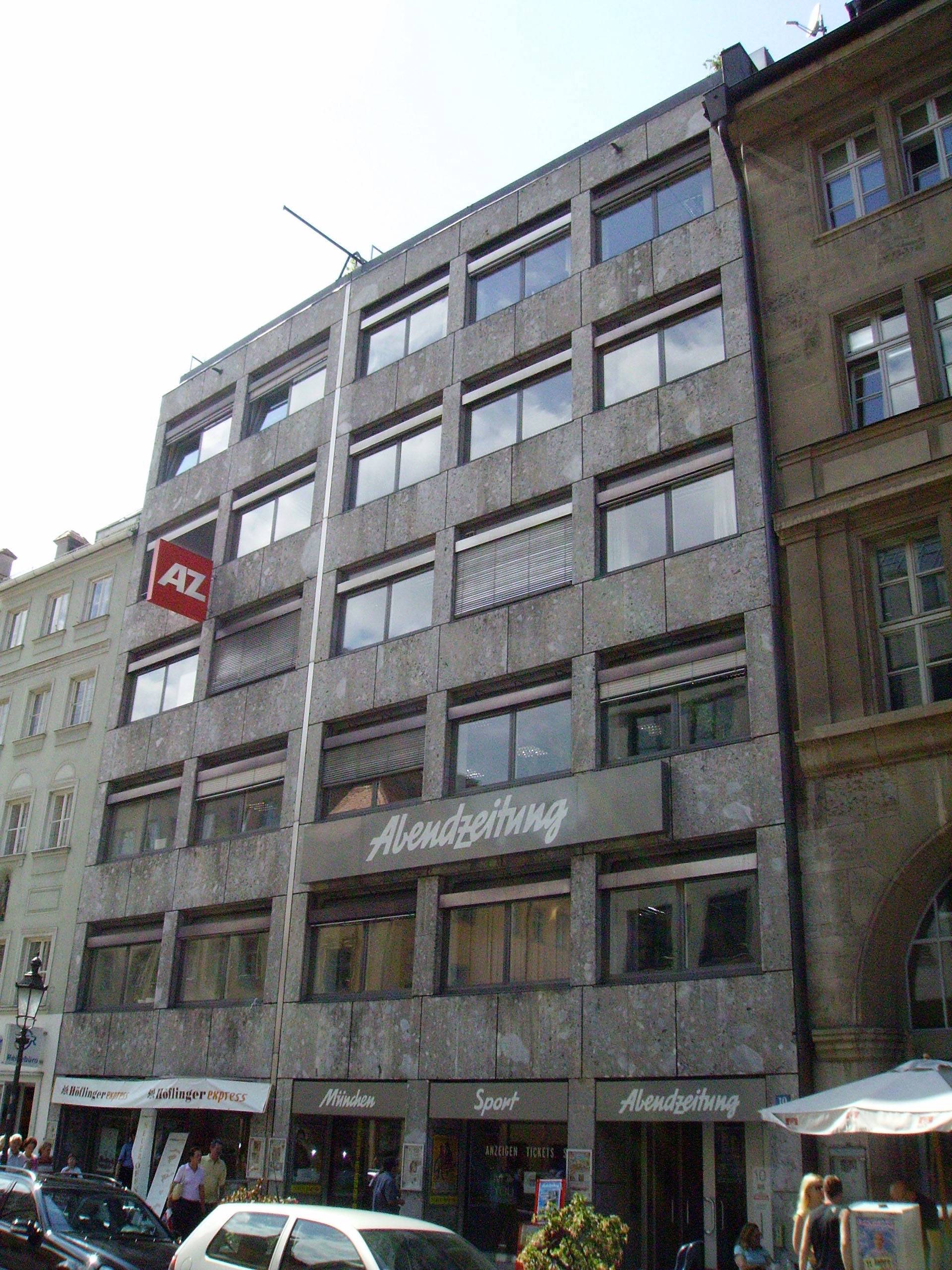
Verlagsgebäude in der Sendlinger Straße bis 2008

Bis 2008 verpasste die Abendzeitung einige Entwicklungen der Zeitungslandschaft. Die Übernahme der Chefredaktion durch den erfahrenen Münchner Lokaljournalisten Arno Makowsky sollte dies ändern. Die Zeitung wurde wieder konsequent zum Lokalblatt mit Schwerpunkten auf Sport und Kultur. Mehrere Jahre lang wurde eine Website mit für die Online-Veröffentlichung aufbereiteten Inhalten geschaffen. Gleichzeitig verließ im September 2008 die AZ ihr Traditionshaus in der Sendlinger Straße; auf dem Grundstück wurde die Einkaufspassage Hofstatt errichtet. Die Redaktion zog in die Hopfenpost.
Wegen „wirtschaftlicher Schwierigkeiten“ entschied die Geschäftsführung im März 2010, die Zahl der Mitarbeiter in Redaktion und Verlag erheblich zu reduzieren. Demnach sollten 22 von 80 Stellen in der Redaktion abgebaut werden, insgesamt sollten laut Süddeutscher Zeitung 40 von 90 Mitarbeitern von dem Stellenabbau betroffen sein. Im November 2010 verstärkte die AZ ihre Lokalredaktion für München. Neuer Ressortleiter wurde Michael Schilling, seine Stellvertreter Timo Lokoschat und Thomas Müller. Tina Angerer übernahm die neu geschaffene Stelle der Chefreporterin im Lokalteil.

### Insolvenz
Am 5. März 2014 stellte die Abendzeitung einen Insolvenzantrag. Seit 2004/2005 hatte der Verlag Verluste von rund 70 Millionen Euro gemacht, davon 10 Millionen allein im Jahr 2013. Die Erträge aus dem Verkauf des ehemaligen Redaktionssitzes in der Sendlinger Straße und der Nürnberger Abendzeitung wurden dadurch vollkommen aufgebraucht. Die Eigentümerfamilie sah sich nicht in der Lage, die Verluste weiter zu tragen. Als erste Maßnahme ließ der Insolvenzverwalter den Straßenverkaufspreis werktags von 60 Cent auf 1 Euro anheben.
Der Spiegel machte als Gründe für den Niedergang der AZ einen absurd teuren und langfristigen Druckvertrag aus, ferner ein inhaltliches Ausbluten der Zeitung, wobei nur ein flotter Sportteil in der Zeitung verblieben sei.
Für eine Fortführung der Abendzeitung als gedrucktes Blatt gab es zunächst keine Interessenten. Dirk Ippen, Verleger des Münchner Merkurs und der tz, soll ein Angebot für Teile des Unternehmens abgegeben haben, die jedoch die gedruckte Zeitung nicht eingeschlossen hätten. Die Süddeutsche Zeitung wollte im Falle einer Einstellung der Printausgabe nur die Online-Präsenz der Abendzeitung fortführen.

### Fortführung
Am 17. Juni 2014 wurde bekanntgegeben, dass Martin Balle, Verleger des Straubinger Tagblatts (seit 2021 Mediengruppe Attenkofer), und als Minderheitseigner der Münchner Rechtsanwalt und frühere Medienmanager Dietrich von Boetticher die Zeitung zusammen mit dem Internetauftritt übernehmen.
Die erste Ausgabe unter neuer Führung erschien am 1. Juli 2014 in einem kleineren Format und mit dem Untertitel „Das Gesicht dieser Stadt“. Der frühere Geschäftsführer Christoph Mattes kam als Verantwortlicher für Anzeigen und Vertrieb. Der Abendzeitung blieben nur etwa 25 Redakteure in der Zeitung, dazu ca. fünf bis zehn weitere Stellen; alle anderen Mitarbeiter wurden in eine Beschäftigungsgesellschaft übernommen. Auch Chefredakteur Arno Makowsky musste gehen, sein Nachfolger wurde der vorherige Ressortleiter für Lokales, Michael Schilling. Die Abendzeitung wurde zunächst in Straubing gedruckt, da der langjährige, teure Druckvertrag im Zuge der Insolvenz gekündigt werden konnte. Erste Planungen und Berichte ließen erwarten, dass die Redaktion nur den Lokalteil einschließlich des für die Abendzeitung traditionell sehr bedeutenden Kulturteils und Lokalsports schreiben sollte. Alle anderen Themen hätten aus dem von Straubing bereitgestellten Material zusammengestellt werden sollen. Dazu kam es wegen der günstigen wirtschaftlichen Entwicklung nicht. In München konnte eine Vollredaktion etabliert werden, die Anfang 2016 34 angestellte Journalisten sowie weitere Freie umfasst und im Gegenteil inzwischen Material aus München an die Balle-Blätter in Niederbayern liefert.
Wegen des Drucks in Straubing und des anfänglichen Druckbeginns um 19 Uhr musste der Redaktionsschluss nach vorne verlegt werden, was die Möglichkeit aktueller Reaktionen auf Ereignisse am Abend in der Anfangsphase verhinderte. Deshalb konnte die Abendzeitung den Gewinn der Fußballweltmeisterschaft 2014 nicht am nächsten Morgen berichten. Durch den Druck einer Teilauflage in Traunstein seit Mitte September 2014 konnte die Zeitung wieder auf aktuellere Ereignisse reagieren. Da in Landshut (bei der Landshuter Zeitung, die ebenfalls zur Verlagsgruppe gehört) 2015 eine neue Rotationsdruckmaschine angeschafft wurde, wird seit November 2015 die Abendzeitung in Landshut gedruckt, der Redaktionsschluss konnte dadurch auf 23 Uhr verlegt werden. Die Redaktionsräume in der Innenstadt wurden aufgegeben, die Zeitung entsteht seitdem am Mittleren Ring im Stadtbezirk Sendling-Westpark.
Nach drei Monaten meldete die Abendzeitung eine verkaufte Auflage von rund 40.000 Exemplaren, und damit deutlich über der Gewinnschwelle, die mit 30.000 angegeben wurde.

## Auflage
Die Abendzeitung gehört zu den deutschen Tageszeitungen mit den größten Auflagenverlusten der vergangenen Jahre. Die verkaufte Auflage ist seit 1998 um 82,2 Prozent gesunken. Das entspricht einem Rückgang von 129.317 Stück. Die Verkaufslage war vor der Insolvenz 2014 sehr stark durch rabattierte Exemplare geprägt: Mehr als 40 Prozent der verkauften Auflage wurde im Rahmen von Sonderprogrammen oder als Bordexemplare abgegeben, die dem Verlag kaum Erlöse einbrachten. Unter der neuen Herausgeberschaft wurden diese Anteile komplett gestrichen. Die Auflage beträgt gegenwärtig 28.085 Exemplare. Der Anteil der Abonnements an der verkauften Auflage liegt bei 46,8 Prozent, was für eine Boulevardzeitung vergleichsweise viel ist.
| 1998   | 1999   | 2000   | 2001   | 2002   | 2003   | 2004   | 2005   | 2006   | 2007   | 2008   | 2009   | 2010   | 2011   | 2012   | 2013   | 2014  | 2015  | 2016  | 2017  | 2018 | 2019 | 2020 | 2021 | 2022 | 2023 | 2024 |
| ------ | ------ | ------ | ------ | ------ | ------ | ------ | ------ | ------ | ------ | ------ | ------ | ------ | ------ | ------ | ------ | ----- | ----- | ----- | ----- | ---- | ---- | ---- | ---- | ---- | ---- | ---- |
| 157402 | 161324 | 163972 | 160307 | 150737 | 145238 | 144208 | 140543 | 128662 | 128369 | 125619 | 119374 | 115516 | 110054 | 109241 | 105751 | 43818 | 47250 | 46782 | 43124 |      |      |      |      |      |      |      |

| 1998 | 1999 | 2000 | 2001 | 2002 | 2003 | 2004 | 2005 | 2006 | 2007 | 2008 | 2009 | 2010 | 2011 | 2012 | 2013 | 2014 | 2015 | 2016 | 2017 | 2018  | 2019  | 2020  | 2021  | 2022  | 2023  | 2024  |
| ---- | ---- | ---- | ---- | ---- | ---- | ---- | ---- | ---- | ---- | ---- | ---- | ---- | ---- | ---- | ---- | ---- | ---- | ---- | ---- | ----- | ----- | ----- | ----- | ----- | ----- | ----- |
|      |      |      |      |      |      |      |      |      |      |      |      |      |      |      |      |      |      |      |      | 41697 | 40556 | 38501 | 37773 | 33022 | 31820 | 28085 |

## Nebenausgaben und Expansion
1959 gründete die Abendzeitung eine Sonntagsausgabe AZ am Sonntag in bewusster Konkurrenz zur Bild am Sonntag aus dem Springer-Verlag. Werner Friedmann versuchte 1968 zuletzt, sie zu modernisieren, als Reaktion auf die Gründung einer Münchner Lokalausgabe der Bild-Zeitung. Die AZ am Sonntag war aber nie erfolgreich und wurde kurz nach Friedmanns Tod 1969 durch seine Witwe und Nachfolgerin eingestellt.
Die Nürnberger Ausgabe entstand 1964 durch Übernahme des dortigen, 1918 erstmals erschienenen 8-Uhr-Blattes. Lokales und die regionalen Teile von Kultur und Sport stammten aus der Nürnberger Redaktion, der Mantelteil mit Politik und Wirtschaft wurden aus München übernommen. Ende der 1960er Jahre versuchte die Abendzeitung in Stuttgart mit einer lokalen Neugründung zu expandieren, noch 1990 experimentierte der Verlag mit dem Raum Augsburg durch den Kauf der Schwäbischen Neue Presse. Beide Kopfblätter wurden nach jeweils rund einem Jahr wieder eingestellt.
2010 verkaufte man die Nürnberger Ausgabe und das zugehörige Anzeigenblatt Der Frankenreport an die Nürnberger Oschmann-Verlagsgruppe, die das Blatt jedoch 2012 nach Auflagenrückgang einstellte.
In München und Nürnberg war die Abendzeitung an der Gründung der ersten privaten Radios beteiligt: Radio Gong 2000 in München (heute Radio Gong 96,3) und Radio Gong Nürnberg (heute Radio Gong 97,1. Beide wurden 1985 bzw. 1986 gegründet, die Abendzeitung verkaufte ihre Anteile 2011.

## Expansion nach Landshut
Seit dem 1. März 2018 erscheint die Abendzeitung mit einer eigenen Lokalausgabe in Landshut.

## Chefredakteure
- Walter Tschuppik (1948 bis 1949)
- Rudolf Heizler (1949 bis 1961)
- Udo Flade (1961 bis 1986)
- Uwe Zimmer (1987 bis 2000)
- Kurt Röttgen (2000 bis 2005)
- Michael Radtke (2005 bis 2007)
- Arno Makowsky (2008 bis 30. Juni 2014)
- Michael Schilling (seit 1. Juli 2014)

## Projekte
Von 1959 bis 2008 organisierte die Abendzeitung mit dem Bayerischen Rundfunk die Wohltätigkeitsveranstaltung Stars in der Manege. Die Erlöse kamen der nach dem AZ-Gründer benannten Werner-Friedmann-Stiftung zu Gunsten bedürftiger Journalisten und Künstler im Ruhestand zugute.

## Online-Auftritt
Der Internetauftritt der Abendzeitung ist unter www.abendzeitung-muenchen.de zu finden. Er erreicht rund 5,02 Millionen Unique User (Google analytics 8/22) bei 9,3 Mio. Visits im Monat.